# Живолуп Людмила Іванівна
Людмила Іванівна Живолуп (народилася 9 лютого 1970 в селищі Драбів на Черкащині) — українська поетеса і журналістка, лауреатка численних літературних премій. Членкиня Національної спілки журналістів України.

## Життєпис
Закінчила філологічний факультет Харківського національного університету ім. В. Н. Каразіна.
Працювала радіожурналісткою, керувала телевізійними новинами Харківської обласної державної телерадіокомпанії. 
Станом на 2025 — працює в Національній раді України з питань телебачення і радіомовлення. 
Живе в селі Чубинському Бориспільського району Київської області. 

## Творчість
Співавторка колективних збірок «Квиток на Гелікон» (2021), «До Григорія Савича» (2022), «ШраМИ» (2024). 
Друкувалася в газетах «Сільські Вісті», «Вечірній Київ», часописах «Дніпро», «Камертон», дитячих журналах «Пізнайко», «Крилаті»).
Авторка та перекладачка віршів для дітей (видавництво «Ранок», Харків), а також текстів низки пісенних творів.
Її збірка поезій «Вікно на Хрещатик» (Київ : Артіль, 2024, — 136 сторінок, ISBN 978-617-8422-47-9) вийшла друком накладом 300 примірників за підтримки Київської міської державної адміністрації. 

## Відзнаки
Переможниця та лауреатка багатьох мистецьких конкурсів, зокрема
- Міжнародного літературного конкурсу «Коронація слова» («Дитяча Коронація», «Молода Коронація», «Гранд Коронація», всього - 11 «коронаційних» перемог),
- Міжнародного літературного конкурсу ім. Григора Тютюнника,[1]
- конкурсу «Поетична зима Миколи Сома»,
- Всеукраїнського фестивалю імені Василя Скуратівського «До Василя!»,
- Міжнародного фестивалю авторської поезії та пісні «SEVAMA фест»,
- «Першого зимового конкурсу малої прози та поезії» видавництва «Літвир».